# 义和乡 (西充县)
义和乡，是中华人民共和国四川省南充市西充县曾经下辖的一个乡。2019年10月，撤销中南乡和义和乡，将其所属行政区域划归槐树镇管辖。

## 行政区划
义和乡撤销前下辖以下地区：
吴家坝村、黄桶岭村、陈氏祠村、冯家沟村、花果寺村、冉家庙村、阳家坝村、姚氏祠村和何泗坝村。